# ITM Cup 2010
La temporada 2010 de la ITM Cup fue la 34.ª edición del campeonato nacional de liga de rugby en Nueva Zelanda. El torneo comenzó el 7 de julio de 2010, se disputó a lo largo de 13 jornadas hasta el 24 de octubre, para dar paso a continuación a los playoffs por el título. Los 4 mejores equipos de la temporada regular se han clasificado para las semifinales, disputadas el último fin de semana de octubre. La final se jugó el 5 de noviembre en el AMI Stadium de Christchurch.
Por motivos de patrocinio, esta ha sido la primera temporada de la máxima competición neozelandesa de rugby con el nombre de ITM Cup.

## Temporada regular
| \| \| Temporada 2010 de la ITM Cup \| . · . · . \| |                              |           |         |           |         |          |               |               |
| | Equipo                       | Puntos    | Jugados | Victorias | Empates | Derrotas | Bonus Ensayos | Bonus Derrota |
| 1 | Canterbury                   | 45        | 13      | 9         | 1       | 3        | 6             | 1             |
| 2 | Auckland                     | 45        | 13      | 9         | 1       | 3        | 5             | 2             |
| 3 | Waikato                      | 44        | 13      | 9         | 1       | 3        | 5             | 1             |
| 4 | Wellington                   | 42        | 13      | 8         | 0       | 5        | 6             | 4             |
| 5 | Taranaki                     | 42        | 13      | 9         | 0       | 4        | 5             | 1             |
| 6 | Bay of Plenty                | 37        | 13      | 7         | 0       | 6        | 6             | 3             |
| 7 | Southland                    | 34        | 13      | 8         | 0       | 5        | 2             | 0             |
| 8 | Hawke´s Bay                  | 33        | 13      | 5         | 3       | 5        | 4             | 3             |
| 9 | Counties Manukau             | 31        | 13      | 6         | 0       | 7        | 4             | 3             |
| 10 | Northland                    | 29        | 13      | 5         | 0       | 8        | 5             | 4             |
| 11 | North Harbour                | 21        | 13      | 4         | 0       | 9        | 3             | 2             |
| 12 | Tasman                       | 20        | 13      | 4         | 0       | 9        | 1             | 3             |
| 13 | Manawatu                     | 18        | 13      | 3         | 0       | 10       | 3             | 3             |
| 14 | Otago                        | 10        | 13      | 2         | 0       | 11       | 0             | 2             |
| En morado los equipos clasificados para disputar los playoffs por el título. No existen descensos al ser una liga cerrada. La victoria vale 4 puntos y el empate 2. Los bonus, de un punto cada uno, se dan por conseguir 4 ensayos o más, y por perder por 7 puntos o menos. En caso de empate a puntos y a victorias, el primero es el que tenga más puntos bonus por ensayos |                              |           |         |           |         |          |               |               |
| | Temporada 2010 de la ITM Cup | . · . · . |         |           |         |          |               |               |

## Playoffs
Los 4 equipos que acabaron la temporada regular en las 4 primeras posiciones pasaron a las semifinales (1.º vs 4.º, y 2.º vs 3.º). La final se disputó el día 5 de noviembre en Christchurch.  La victoria de Canterbury sobre Waikato por 33 a 13 supuso el 8.º título para el equipo rojinegro de Christchurch. 
|  | Semifinales | Semifinales | Semifinales |         |            | Final      | Final | Final |  |
|  |             |             |             |         |            |            |       |       |  |
|  |             |             |             |         |            |            |       |       |  |
|  | Canterbury  | Canterbury  | 57          |         |            |            |       |       |  |
|  | Canterbury  | Canterbury  | 57          |         |            |            |       |       |  |
|  | Wellington  | Wellington  | 41          |         |            |            |       |       |  |
|  | Wellington  | Wellington  | 41          |         | Canterbury | Canterbury | 33    |       |  |
|  |             |             |             |         | Canterbury | Canterbury | 33    |       |  |
|  |             |             | Waikato     | Waikato | 13         |            |       |       |  |
|  | Auckland    | Auckland    | Waikato     | Waikato | 13         | 37         |       |       |  |
|  | Auckland    | Auckland    |             |         |            | 37         |       |       |  |
|  | Waikato     | Waikato     | 38          |         |            |            |       |       |  |
|  | Waikato     | Waikato     | 38          |         |            |            |       |       |  |
|  |             |             |             |         |            |            |       |       |  |

| Bandera de Nueva Zelanda |
| Campeón Canterbury       |
| Octavo título            |